# Josephine Obiajulu Odumakin
Josephine "Joe" Obiajulu Okei-Odumakin (Zaria, 4 de juliol de 1966) és una activista pels drets de les dones nigeriana. És presidenta dels grups de drets Women Arise for Change Initiative i de Campaign for Democracy.

## Biografia
Odumakin va néixer a Zaria, Kaduna el 4 de juliol de 1966 i es va criar en una família catòlica romana. Es va graduar en educació anglesa l'any 1987 i va cursar un màster en Guiatge i Assessorament i un doctorat en Història de les Polítiques Educatives a la Universitat d'Ilorin. Sovint ha estat segrestada pel seu activisme i detinguda fins a 17 vegades durant el règim militar d'Ibrahim Babangida.
S'ha involucrat en uns 2000 casos en què els drets de les dones havien estat vulnerats. Les causes inclouen matances extrajudicials de dones o dels seus marits per part de la policia.
L'any 2013, Odumakin va ser distingida amb el Premi Internacional Dona Coratge del Departament d'Estat dels Estats Units. El premi va ser lliurat per Michelle Obama i John Kerry a l'Auditori del Rector Acheson del Departament d'Estat dels Estats Units en la celebració del Dia Internacional de les Dones.
Havent estat la directora executiva de l'Institut de Drets Humans i Estudis Democràtics (Institute of Human Rights & Democratic Studies), la presidenta i fundadora de la Iniciativa Dones Alçades pel Canvi (Women Arise for Change Initiative), membre del Grup de Treball del Fòrum Ciutadà (Task Force of the Citizen Forum), presidenta del Centre per al Canvi en el Desenvolupament Comunitari i la Consciència Pública (Centre for Change in Community Development & Public Awareness) i del Centre per a la Democràcia Participativa (Centre for Participatory Democracy) així com portaveu de la Coalició d'Organitzacions de la Societat Civil de Nigèria (Coalition of Civil Society Organizations in Nigeria), també ha estat reconeguda com una lluitadora coratjosa els esforços contra els abusos dels drets humans de la qual l'han exposat a viure experiències horribles sota els règims més repressius de què Nigèria ha estat mai testimoni.
Està casada amb Comrade Yinka Odunmakin.